# Liste der Biografien/J
Liste der Biografien |
Portal Biografien |
Personensuche
# |
A |
B |
C |
D |
E |
F |
G |
H |
I |
J |
K |
L |
M |
N |
O |
P |
Q |
R |
S |
T |
U |
V |
W |
X |
Y |
Z |
?
 
Ja |
Jb |
Jd |
Je |
Jh |
Ji |
Jj |
Jl |
Jn |
Jm |
Jo |
Jp |
Jr |
Js |
Jt |
Ju |
Jv |
Jw |
Jy
Die Liste der Biografien führt alle Personen auf, die in der deutschsprachigen Wikipedia einen Artikel haben. Dieses ist eine Teilliste mit 13 Einträgen von Personen, deren Namen mit dem Buchstaben „J“ beginnt.

## J
- J (* 1970), japanischer Bassist, Sänger, Songwriter und Musikproduzent
- J Hus (* 1996), britischer Rapper
- J, Harry (1945–2013), jamaikanischer Musikproduzent, Pionier des Reggae
- J, Speedy, niederländischer DJ und Musikproduzent
- J-Ax (* 1972), italienischer Rapper und Rockmusiker
- J-five (* 1982), US-amerikanischer Rapper
- J-Hope (* 1994), südkoreanischer Rapper, Sänger, Tänzer, Songwriter und MusikproduzentJ-Hope (* 1994)

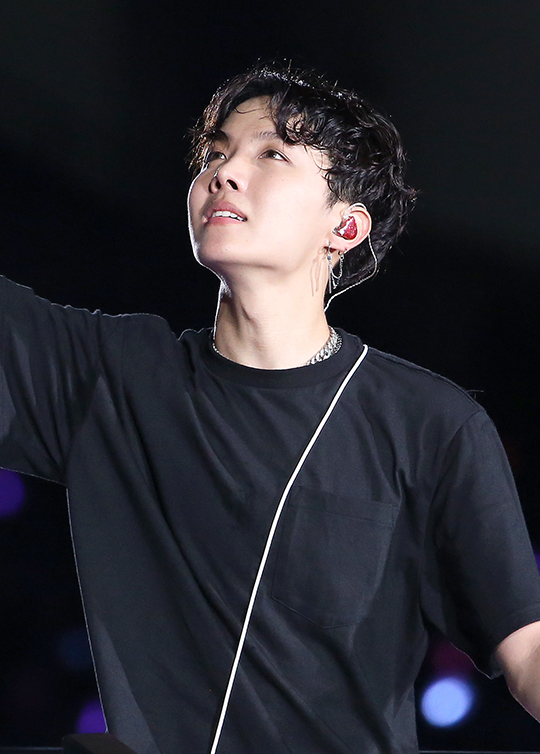
J-Hope (* 1994)

- J-Kwon (* 1986), US-amerikanischer Rapper
- J-Live (* 1976), US-amerikanischer Rapper, DJ und Produzent
- J-Luv (* 1979), deutschsprachiger Soulsänger
- J-Son (* 1985), brasilianischer Sänger, Rapper und Songwriter
- J., Stevie (* 1971), US-amerikanischer Musikproduzent und Songwriter
- J:son Lindh, Björn (1944–2013), schwedischer Progrock-Musiker und Komponist